# فتى الكارتيه
فتى الكارتيه (بالإنجليزية: The Karate Kid: Animated Series) هو مسلسل رسوم متحركة أمريكي من إنتاج تلفزيون كولومبيا بيكتشرز و DIC الترفيهيه . تم عرض المسلسل لأول مره في 9 سبتمبر 1989 واستمر حتى 16 ديسمبر 1989 . تم دبلجة المسلسل للعربية وعرض على قناة ام بي سي 3.

## روابط خارجية
- فتى الكارتيه على موقع IMDb (الإنجليزية)
- فتى الكارتيه على موقع ميتاكريتيك (الإنجليزية)
- فتى الكارتيه على موقع فيلمافينيتي (الإسبانية)
- فتى الكارتيه على موقع كينوبويسك (الروسية)
- فتى الكارتيه على موقع ألو سيني (الفرنسية)
- فتى الكارتيه على موقع قاعدة بيانات الفيلم (الإنجليزية)
- The Karate Kid في قاعدة بيانات الرسوم المتحركة الكبيرة